# Hivern Àrab
L'Hivern Àrab és un terme emprat, més en altres llengües que en la nostra, per designar la violència a gran escala i la inestabilitat política i social que es desenvolupà després de les protestes de la Primavera Àrab als països del Món àrab a conseqüència de la repressió que practicaven grups radicals islàmics contra els militants d'esquerres, els islamistes moderats, els laics i els demòcrates. També contra els cristians i altres minories religioses. Aquesta denominació també fa referència esdeveniments com la Guerra Civil siriana, la insurgència iraquiana, la crisi i el Cop d'Estat a Egipte, la segona guerra de Líbia, la Guerra Civil Iemenita i la intervenció militar contra l'Estat Islàmic.
Els esdeveniments polítics, especialment la restauració de l'autoritarisme militar i la repressió de les llibertats a Egipte, el 3 de juliol de 2013, s'ha descrit com «un hivern militar que treballa contra els principals objectius de la Primavera Àrab». Els fets esdevinguts a Líbia, Líban, Bahrein, també han estat descrits pel professor Sean Yom com a escenaris menors d'aquest fenomen.
L'Hivern Àrab es caracteritzà per l'aparició de diverses guerres civils, escalada regional, inestabilitat, decadència econòmica i demogràfica a les nacions àrabs, a més de gran afluència de jihadistes estrangers, fins i tot occidentals, i l'esclat de molts conflictes ètnics i religiosos. Des de l'estiu de 2014, l'Hivern Àrab produí uns dos-cents cinquanta-mil morts i diversos milions de refugiats. Correlativament, augmentà considerablement la discriminació i els abusos sobre la dona a tota la regió, tenint en compte el rol que ja té la dona a la religió islàmica.
Segons el "Centre Moshe Dayan d'estudis africans i del Pròxim Orient", des de gener de 2014, el cost de l'agitació política àrab és d'aproximadament vuit-cents mil milions de dòlars, i prop de setze milions de persones desplaçades necessiten ajut humanitari.

## L'Estat Islàmic
Com a conseqüència de l'anarquia generada per l'alçament revolucionari de la Primavera Àrab siriana, la xarxa militar d'Al Qaeda s'expandí des d'Iraq per tot el Pròxim Orient i el nord d'Àfrica, amb el centre d'operacions en una mena de califat sobre un territori a cavall de Síria i Iraq, l'anomenat Estat Islàmic d'Iraq i el Llevant (en àrab: الدولة الإسلامية في العراق والشام, ad-Dawlah al-Islāmiyah fī 'l-ʿIrāq wa-sh-Shām), provocant la formació d'una enorme coalició d'exèrcits àrabs i occidentals per combatre'l.

## L'expressió
El terme "Primavera Àrab" aparegué en primer lloc en una revista neoconservadora francesa per descriure l'efecte de les protestes. Pel que fa a l'"Hivern Àrab", el professor xinès Zhang Weiwei fou el primer a predir un "hivern àrab" durant el seu debat de juny de 2011 amb Francis Fukuyama, que creia que aquell moviment de protestes podia estendre's a la Xina. Diu Zhang que «El meu coneixement del Proper Orient em du a concloure que Occident no hauria d'estar tant content. Tot això portarà enormes problemes als interessos americans. Per ara en diuen "Primavera Àrab", i jo aventuro que aviat girarà cap a un hivern per al Proper Orient».